# James Spithill
James Spithill, né le 28 juin 1979 à Sydney, est un skipper australien. Il est notamment double vainqueur de la Coupe de l'America, en 2010 avec le syndicat américain BMW Oracle Racing, puis en 2013 avec Oracle Team USA. Il s'incline ensuite deux fois en finale, en 2017, toujours avec ce dernier syndicat, puis en 2021 avec le syndicat italien Luna Rossa Challenge.

## Biographie

### Coupe de l'America
Il fait ses débuts dans la Coupe de l'America lors des éliminatoires de l'édition 2000. Le syndicat Young Australia de Syd Fisher lui offre le poste de skipper mais ce défi possède l'un des plus petits budgets de l'épreuve et ne peut compter que sur deux bateaux de la génération précédente. Malgré cela, les excellents départs du bateau australien  lui permettent de n'être jamais ridicule lors des régates.
Ces performances sont remarquées et Paul Cayard le prend comme adversaire lors des entraînements préparatoire à la finale de la Coupe Louis-Vuitton. 
Peter Gilmour lui offre alors une place au sein du défi OneWorld, tout d'abord en tant que barreur du bateau  d'entraînement, puis finalement du défi. Il y côtoie Gilmour qui officie au poste de skipper et tacticien. Après avoir éliminé Luna Rossa en demi-finale des repêchages, il échoue face à un autre défi américain BMW Oracle Racing en finale des repêchages de la Coupe Louis-Vuitton, terminant celle-ci à une troisième place.
Pour l'édition 2007, il est recruté par le patron du défi italien Luna Rossa Challenge, Francesco De Angelis, pour occuper le poste du skipper du bateau. Son style agressif lors des départs seront l'un des facteurs essentiels lors de la rencontre des demi-finale qui opposent les italiens au défi américain de BMW Oracle Racing. Chris Dickson est en effet dominé lors de cette phase essentielle, se voyant même à deux reprises condamné à une pénalité. Le défi italien remporte nettement la demi-finale par 5 régates à 1, dénonçant ainsi les pronostics. Cette victoire lui offre la possibilité d'affronter les néo-zélandais de Emirates Team New Zealand en finale de la Coupe Louis-Vuitton.
Par contre l'opposition des Néo-Zélandais de Emirates Team New Zealand en finale de la Coupe Louis-Vuitton est d'un tout autre niveau : ceux-ci remportent facilement la série sur le score sans appel de 5 régates à 0.
James Spithill se retrouve en 2010 à la barre du trimaran américain USA 17 pour une confrontation avec le catamaran suisse Alinghi 5 dans le cadre de la 33e Coupe de l'America. Son équipage remporte la coupe par 2 victoires à 0. Il devient alors, à 31 ans, le plus jeune skipper vainqueur d'une Coupe de l'America.
Il conserve son poste de skipper pour la 34e Coupe de l'America, en 2013, à la barre du catamaran américain d'Oracle Team USA. Pénalisés de deux points avant même le début de la compétition, puis menés 8-1 par les néo-zélandais d'Emirates Team New Zealand, James Spithill et son équipage parviendront toutefois à refaire leur retard sur leur adversaire en enchaînant 8 régates victorieuses pour le gain du trophée. Lors de la défense du trophée en 2017, toujours à la tête du defender américain, il s'impose lors de la Louis Vuitton America's Cup Qualifier,. Lors du match de la Coupe de l'America, le challenger, Team New Zealand barré par Peter Burling, s'impose par sept à un. 
Alors que Larry Ellison, patron de Team USA envisage de ne pas continuer, Spithill déclare son ambition d'être présent lors de la prochaine édition. En 2018, il retrouve le syndicat italien Luna Rossa Challenge. L'édition 2021, disputée à Auckland, voit le bateau italien être déclaré challenger après sa victoire lors de la Prada Cup. Luna Rossa et Team New Zealand se partage les victoires lors des première courses de la Coupe de l'America 2021, trois à trois, avant que le bateau italien s'incline lors des quatre dernières régates, Team New Zealand s'imposant ainsi sept à quatre.

## Palmarès

### Coupe de l'America
- Participation à Coupe Louis-Vuitton 2000 avec Young Australia
- Finaliste de la Coupe Louis-Vuitton 2003 avec OneWorld
- Finaliste de la Coupe Louis-Vuitton 2007 avec Luna Rossa Challenge
- Vainqueur de la Coupe de l'America 2010 avec BMW Oracle Racing
- Vainqueur de la Coupe de l'America 2013 avec Oracle Team USA
- Finaliste de la Coupe de l'America 2017 avec Oracle Team USA
- Finaliste de la Coupe de l'America 2021 avec Luna Rossa Challenge

### Autres
- Champion du monde de match race en 2005